# Richard Grosvenor, 2. Marquess of Westminster

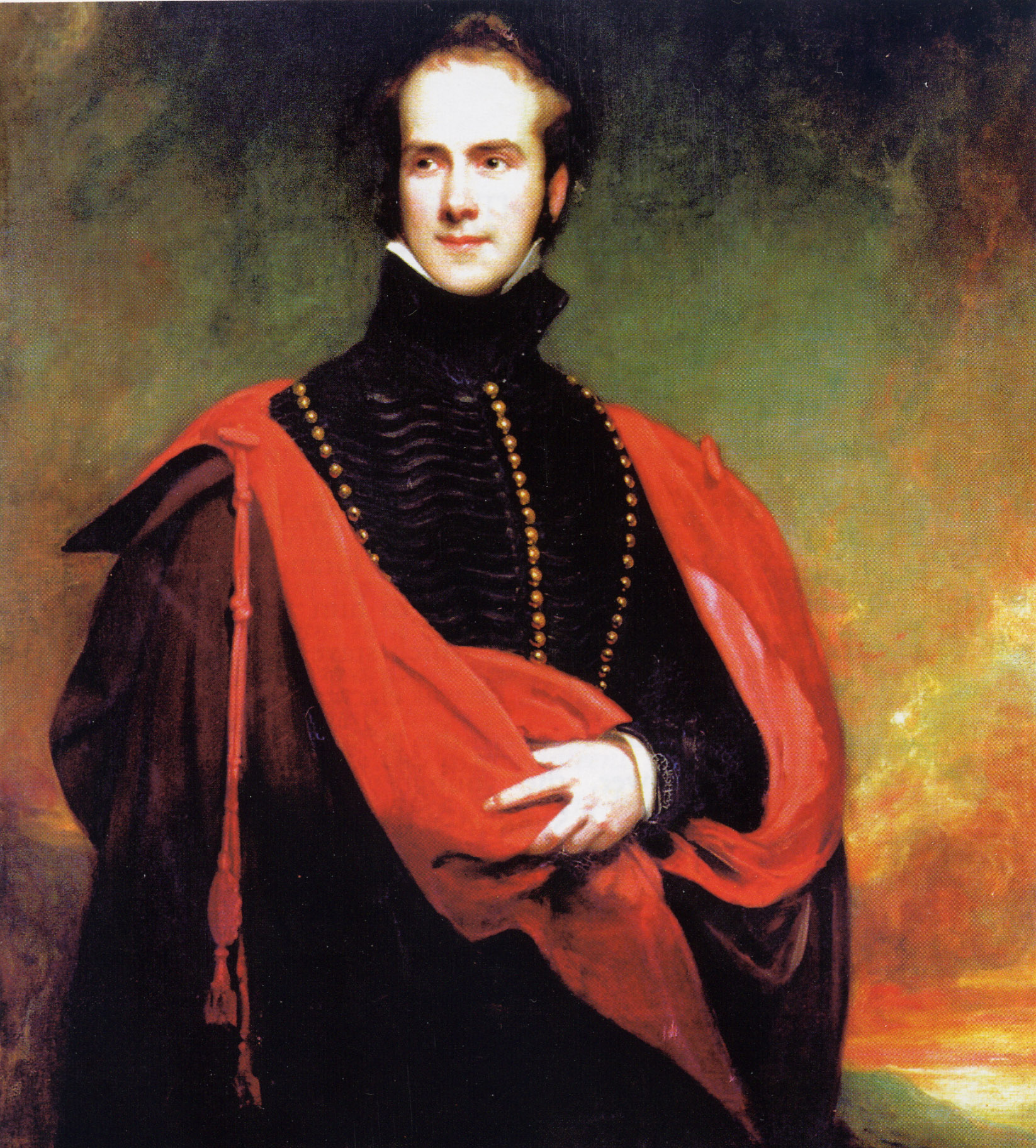
Gemälde von Richard Grosvenor, Viscount Belgrave, gemalt von Henry William Pickersgill

Richard Grosvenor, 2. Marquess of Westminster KG, PC (* 27. Januar 1795 in London; † 31. Oktober 1869 in Fonthill Gifford, Wiltshire) war ein britischer Peer, Politiker und Wohltäter.

## Werdegang und Privates
Richard Grosvenor wurde in Millbank House in Westminster, London, geboren. Er war der älteste Sohn von Robert Grosvenor, 1. Marquess of Westminster und dessen Frau Lady Eleanor Egerton. Als Heir apparent seines Vaters führte er ab 1802 den Höflichkeitstitel Viscount Belgrave und ab 1831 den Höflichkeitstitel Earl Grosvenor. Er besuchte zunächst die Westminster School, um anschließend am Christ Church in Oxford zu studieren. Sein Studium schloss er als Masters of Arts ab. 1815 begab er sich auf eine Grand Tour.
Grosvenors Eltern hatten ihren Kindern hohe moralische Prinzipien anerzogen, und Richard Grosvenor stand zu diesen Prinzipien sein ganzes Leben lang. Er wurde als „strenger Charakter“ beschrieben, der „unerschütterlich seine Pflicht als Familienmensch, Politiker und Landbesitzer erfüllte“. In ihrem Nachruf auf Grosvenor schrieb die Times, er habe seinen riesigen Grundbesitz mit einer Mischung von Intelligenz und Großzügigkeit verwaltet, derer man nicht oft Zeuge werde. Wie seine Vorfahren hatte Grosvenor großes Interesse an Pferderennen und -zucht. Wenn er sich in seinem Landhaus aufhielt, verbrachte er seine Zeit hauptsächlich mit Fischen und der Jagd.

## Politisches und öffentliches Leben
1818 wurde Grosvenor als Whig-Abgeordneten für das Borough Chester ins House of Commons gewählt und wurde später zudem zum Friedensrichter ernannt.; 1830 wurde er Abgeordneter für Cheshire. 1832 wurde der Wahlkreis geteilt, und ab 1834 repräsentierte er South Cheshire. 1831 wurde er Major der Flintshire Yeomanry. Beim Tod seines Vaters erbte er 1845 dessen Adelstitel als 2. Marquess of Westminster und wurde dadurch Mitglied des House of Lords. Von 1845 bis 1867 war er Lord Lieutenant von Cheshire und von 1850 bis 1852 in der Whig-Regierung, die von Lord John Russell geführt wurde, Lord Steward of the Household. Am 22. März 1850 wurde er in das Privy Council berufen. Im House of Lords ergriff er selten das Wort. 1857 wurde er als Knight Companion in den Hosenbandorden aufgenommen.

## Grosvenor als Landbesitzer und Mäzen

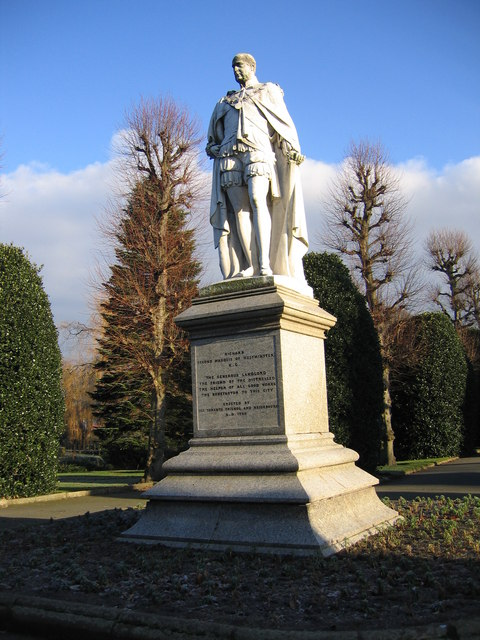
Statue von Grosvenor im Grosvenor Park, Chester

Grosvenor widmete sich der Entwicklung seines Londoners Grundeigentums und kaufte weitere Ländereien in Dorset und Cheshire hinzu; er wurde als „Modell-Landbesitzer“ bezeichnet. So ließ er Bauernhöfe, Schulen und zahlreiche neue Cottages errichten. Unter diesen Schulen befanden sich die Bishopsfield Schools in Chester.
Richard Grosvenors Vater hatte den Landsitz der Familie, Eaton Hall, in einem überladenen neugotischen Stil von dem Architekten William Porden ausbauen lassen. Der Sohn beauftragte den schottischen Architekten William Burn, Umbauten durchzuführen. So wurde die Mitte der Südseite so erhöht, dass sie wie ein Turm aussah. Burn entwarf auch das Fonthill House im sogenannten Scottish-Baronial-Stil. Grosvenor war ein früherer Förderer des Architekten John Douglas aus Chester. Von 1865 bis 1866 entwarf Douglas in seinem Auftrag die St. John the Baptist Church in Aldford, Cheshire, das zu seinem Besitz gehörte. Zur gleichen Zeit überließ Grosvenor der Stadt Chester Felder für die Gestaltung des Grosvenor Park. Für diesen Park entwarf Douglas eine Reihe von Objekten, darunter das Pförtnerhaus, die Tore sowie ein Gewölbe für Billy Hobby’s Well.
1865 begannen die Bürger von Chester, Geld für ein Denkmal von Richard Grosvenor zu sammeln, um, so die Begründung, „die öffentliche und private Geltung seiner Lordschaft zu unterstreichen sowie die Wertschätzung, die er von seinen Nachbarn, Pächtern und allen Klassen der Öffentlichkeit erfährt“. Über 5000 Pfund (nach heutigem Wert rund 360.000 Pfund) kamen zusammen, und 1869 wurde das von Thomas Thornycroft entworfene Denkmal im Grosvenor Park enthüllt, das den Marquess in seiner Robe des Hosenbandorden zeigt, wo es heute noch steht.

## Familie

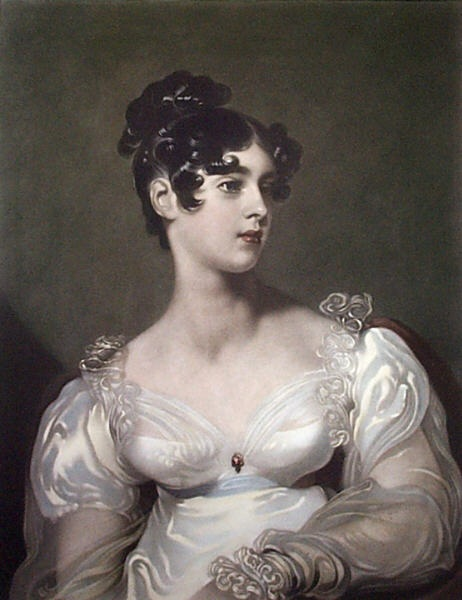
Elizabeth, Marchioness of Westminster, gemalt von Thomas Lawrence

1819 heiratete Lord Westminster Lady Elizabeth Leveson-Gower, eine Tochter von George Leveson-Gower, 2. Marquess of Stafford. Nach ihrer Eheschließung lebte das Ehepaar anfangs gemeinsam mit den Eltern von Grosvenor in Eaton Hall; während der Londoner Ballsaison wohnten sie im Grosvenor House. 1827 bereiste sie Norwegen, Schweden und Russland sowie von 1835 bis 1836 Deutschland und Italien. 1883 zogen sie in das Motcombe House in Dorset. Nach dem Tod des 1. Marquess im Jahre 1845 folgten sie der Familientradition und zogen wieder nach Eaton Hall.
Das Ehepaar Westminster hatte dreizehn Kinder, von denen zehn das Erwachsenenalter erreichten; drei Nachkommen wurde über 90 Jahre alt.
- Lady Eleanor Grosvenor (1820–1911), ⚭ Algernon Percy, 4. Duke of Northumberland;
- Lady Mary Frances Grosvenor (1821–1912), ⚭ Thomas Parker, 6. Earl of Macclesfield;
- Gilbert Grosvenor (1823–1824);
- Lady Elizabeth Grosvenor (1824–1899), ⚭ Beilby Lawley, 2. Baron Wenlock;
- Hugh Grosvenor, 1. Duke of Westminster, 3. Marquess of Westminster (1825–1899);
- Lady Evelyn Grosvenor (1826–1839);
- Lady Caroline Amelia Grosvenor (1828–1906), ⚭ William Leigh, 2. Baron Leigh;
- Lady Octavia Grosvenor (1829–1921), ⚭ Sir Michael Shaw-Stewart, 7. Baronet;
- Lady Agnes Grosvenor (1831–1909), ⚭ Sir Archibald Campbell, 3. Baronet;
- Lord Gilbert Norman Grosvenor (1833–1854);
- Lady Jane Louisa Octavia Grosvenor (1834–1921), ⚭ (1) Gamel Pennington, 4. Baron Muncaster, ⚭ (2) Hugh Lindsay;
- Richard Grosvenor, 1. Baron Stalbridge (1837–1912);
- Lady Theodora Grosvenor (1840–1924), ⚭ Thomas Guest.[14]

Lord Westminster starb in Fonthill House in Fonthill Gifford, Wiltshire, nach kurzer Krankheit. Beerdigt wurde er in der Familiengruft in der St. Mary’s Church in Eccleston, Cheshire. Das Vermögen, das er hinterließ, wurde auf rund 800.000 £ (ca. 56.990.000 £ nach heutigem Wert) geschätzt.